# Bojkovština
Bojkovština  je historická a etnografická oblast v Evropě, obývaná Bojky, a to na severních a jižních svazích Karpat. Rozkládá se na ploše 8 tis. km². Administrativně se oblast nachází v horských částech Lvovské a Ivanofrankivské oblasti, Zakarpatské oblasti Ukrajiny a Podkarpatského vojvodství Polska.
Etnografickou hranici pro tuto skupinu tvoří řeky Lomnica a Teresva na východě a řeky San a Uh na západě. Ze západu sousedili Bojkové s Lemky.

Dne 11. dubna 2019 byl na území tehdejšího Turského rajónu Ukrajiny vyhlášen Národní přírodní park Bojkovština.

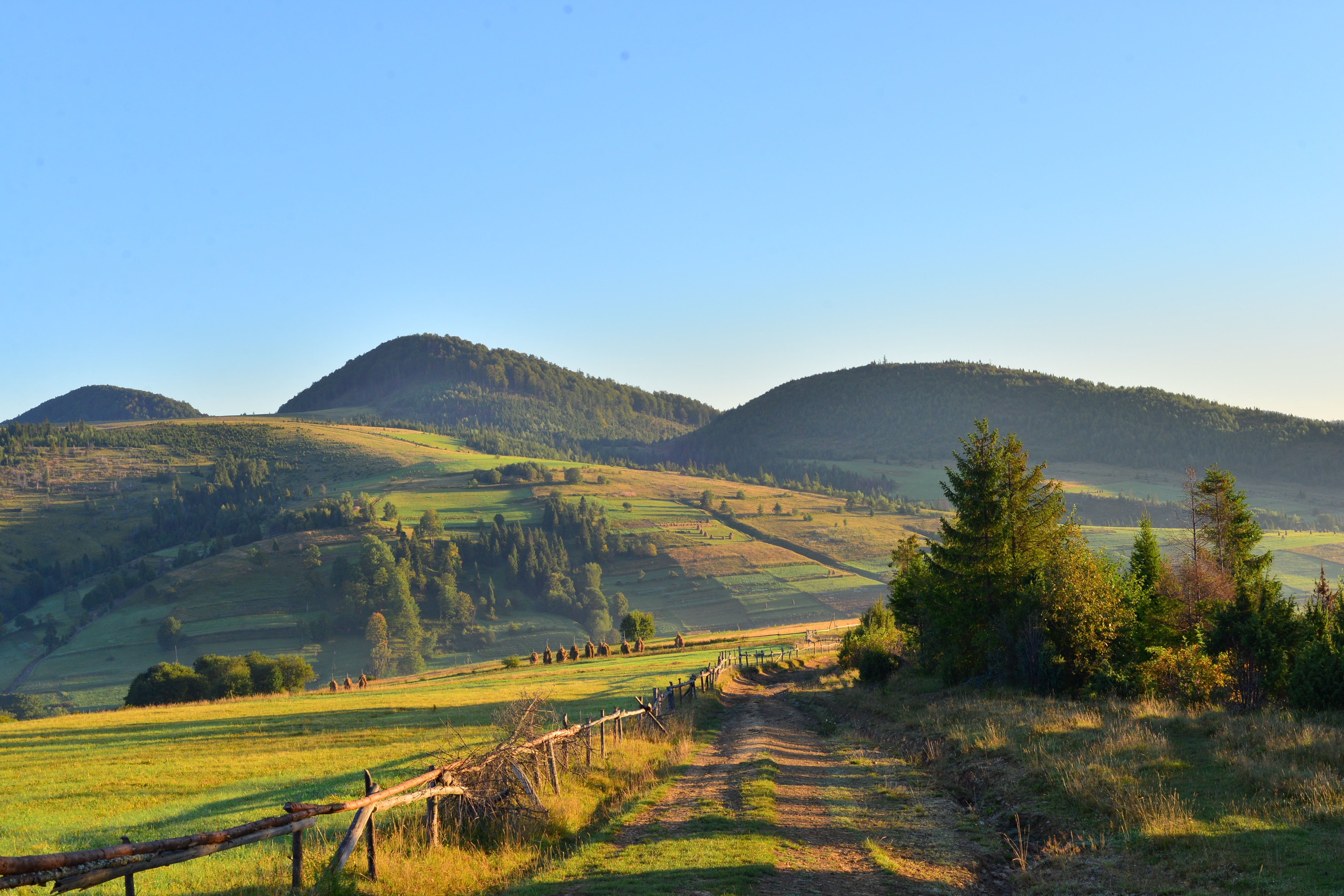
Národní přírodní park Bojkovština
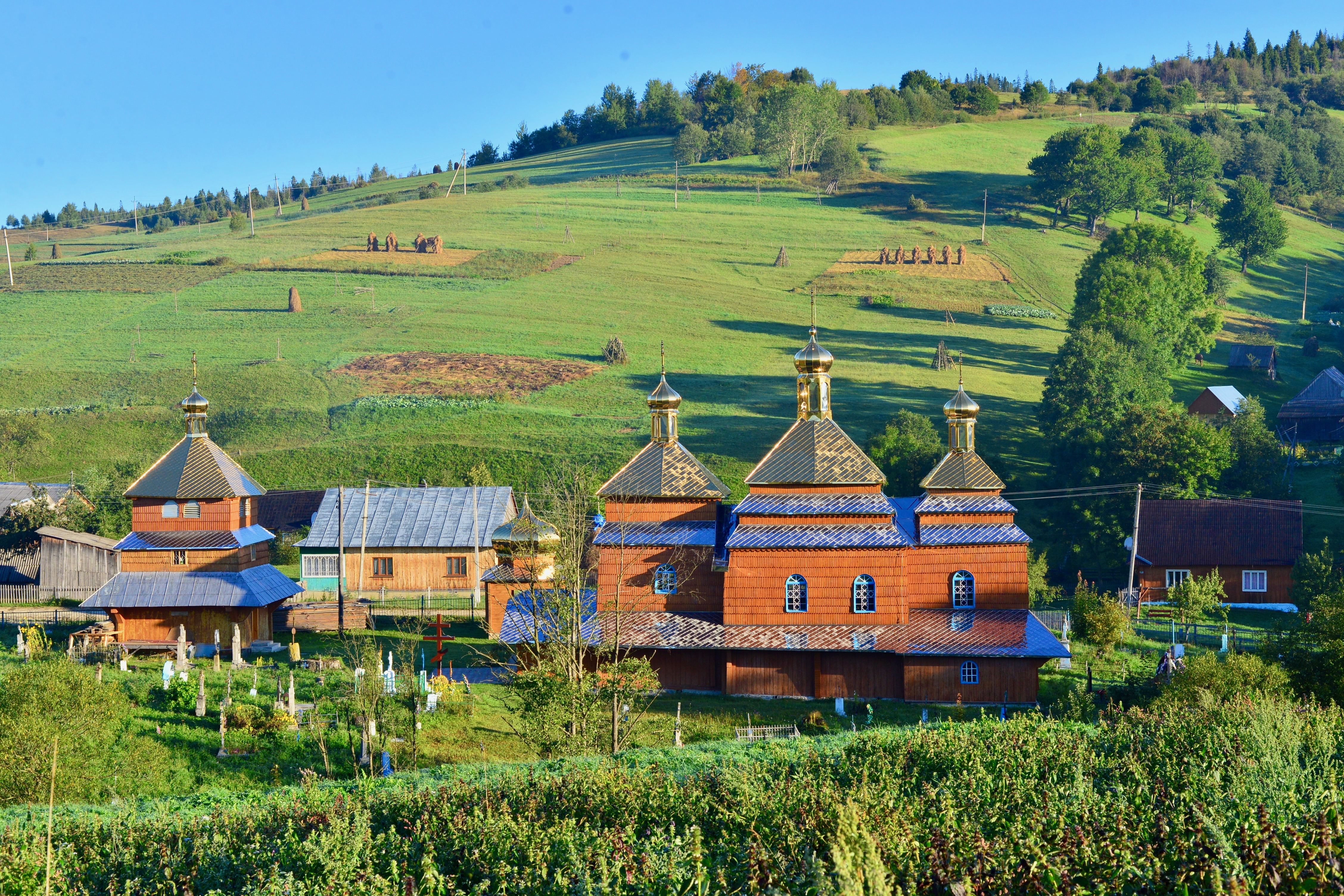
Chrám ve vesnici Karpatske